# Amphiura securigera
Amphiura securigera is een slangster uit de familie Amphiuridae. De wetenschappelijke naam van de soort werd in 1846 gepubliceerd door Magnus Wilhelm von Düben & Johan Koren.

## Beschrijving
Amphiura securigera is een kleine slangster met lange opgerolde armen die begraven leeft in grof grind. Dit is een zeer onopvallende soort; de armen zijn meestal roodbruin van kleur en passen vaak goed in de ondergrond. De dorsale en ventrale oppervlakken van de schijf zijn naakt, afgezien van de radiale schilden op het dorsale oppervlak. De stekels van 3 à 4 armen zijn allemaal sterk afgeplat en de tweede van onder is bijlvormig en verbreed aan de punt. De centrale schijf heeft een diameter van 5-8 mm met armen die ongeveer 12 tot 15 keer de schijfdiameter zijn.

## Verspreiding
De slangster komt voor in de noordoostelijke Atlantische Oceaan, inclusief de westelijke en zuidwestelijke kusten van de Britse Eilanden en de Ierse Zee. Deze slangster graaft zich in grof grind of schelpgrind. De armen zijn uitgestrekt op het oppervlak en zijn het enige zichtbare deel van het dier. Vaak geassocieerd met de zeekomkommer Neopentadactyla mixta.